# Tricyphona macateei
Tricyphona (Tricyphona) macateei là một loài ruồi trong họ Pediciidae. Chúng phân bố ở vùng sinh thái Nearctic.